# Juan de Wildeshausen
Juan de Wildeshausen fue un fraile dominico y el cuarto Maestro General de la Orden de Predicadores.

## Biografía
In 1224, Juan de Wildeshausen fue convocado a Roma por el papa Honorio III, que le confió la administración de la Penitenciaría apostólica y lo nombró asistente espiritual de las tropas del cardenal cisterciense Corrado de Ulrach, que en el sur de Alemania estaba organizando la cruzada en Tierra Santa.
De 1231 a 1233, él fue nominado provincial de Hungría y, en el cuatrienio siguiente, obispo de Bosnia. En 1237, fue enviado por el papa Gregorio IX al príncipe búlgaro Asen II y, al año posterior, fue promovido a la posición de provincial de Lombardia. En 1241, fue elegido Frater more magister episcopus en Paris.
Juan hablaba cinco idiomas con fluidez y tenía excelentes relaciones con la Curia romana. Cuando era Maestro General de la Orden de Predicadores, 
se aprobaron dos importantes resoluciones: la sede de los capítulos generales de la Orden podría haber tenido lugar en una ciudad fuera de Bolonia o Paris; el monopolio de la capital francesa fue interrumpido y en 1248 fueron establecidos los Studium generale de les ciudades de Bolonia, Montpellier, Colonia y Oxford.
Juan de Wildeshausen uniformó la liturgia de la Orden de Predicadores y reorganizó las misiones y los lugares de estudio.
Murió en Estrasburgo a los 72 años.